# 陆致成
陆致成（1948年8月—），生於中華民國上海市（今中華人民共和國上海市），中国工程师，清华大学教授，曾任清华同方股份有限公司董事长。

## 生平
1968年，參與上山下鄉運動，至內蒙古進行勞改，在此居住五年。
在文革結束後，1973年進入清華大學熱能工程系，主修冷暖空調。1977年取得碩士學位後，留校任教。
1989年創辦北京清華人工環境工程公司。
1997年，北京清華大學企業集團發起設立清华同方，合併了人工環境工程工公司，由陸致成任首任董事長。
系胡海青清华大学热能工程系导师。

## 家族
- 祖父：陆绍云
- 妻子：胡海青[2]
- 叔叔：陆钟武
- 姑姑：陆婉珍
- 姑父：闵恩泽
- 舅舅：邱大洪